# Очаки
Очаки — покинутый аул в Галанчожском районе Чеченской Республики.

## География
Расположен к юго-востоку от районного центра Галанчож. Ближайшие населённые пункты: на севере — Чууш, на северо-западе — Кереты, на востоке — Зенгали.

## История
Аул Очаки был ликвидирован в 1944 году во время депортации чеченцев. После восстановления Чечено-Ингушской АССР чеченцам было запрещено возвращаться в свои исконные районы: Галанчожский, Шатойский и Итум-Калинский.